# Demografia do Rio de Janeiro (cidade)

## Demografia

### Crescimento populacional
A população estimada para o Rio de Janeiro pelo IBGE foi de 6 186 710 habitantes na cidade e 11 812 482 na região metropolitana (2009), o que o torna a segunda maior aglomeração urbana do Brasil, terceira da América do Sul e 24ª do mundo.
As taxas de incremento médio anual da população foram de 0,8% (2000-2006) e 0,75% (1991-2000) na cidade, e 1,43% (2000-2006) e 1,18% (1991-2000) na região metropolitana - o que indica, de modo geral, uma aceleração na taxa de crescimento dos demais municípios do Grande Rio, e um pequeno aumento na taxa da capital.

### Composição étnica
Na região metropolitana, a última Pesquisa Nacional por Amostra de Domicílio, realizada pelo IBGE, revelou as seguintes proporções no tipo físico da população: brancos, 53,6% (6.207.702); pardos, 33,6% (3.891.395); pretos, 12,3% (1.424.529); e amarelos ou indígenas, 0,5% (57.908).
Dentre os fluxos migratórios mais significativos, destacam-se os de portugueses e demais povos europeus, nordestinos e afro-brasileiros.

#### Imigração portuguesa

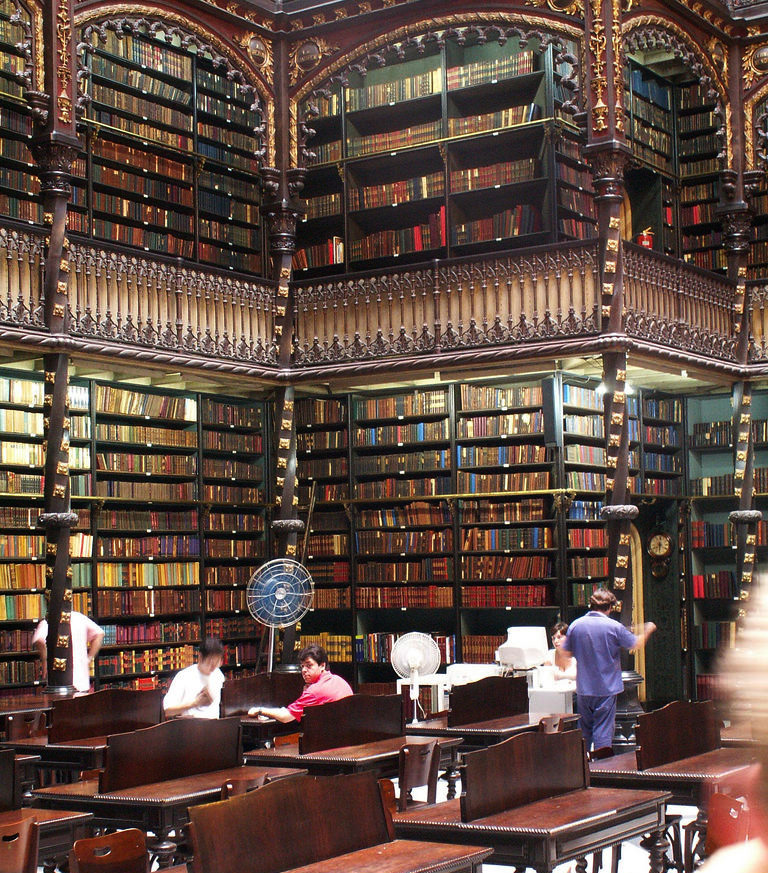
Interior do Real Gabinete Português de Leitura, fundado em 1837 por um grupo de quarenta e três imigrantes portugueses, refugiados políticos, para promover a cultura entre a comunidade portuguesa na então capital do Império. É a maior biblioteca de autores portugueses fora de Portugal.

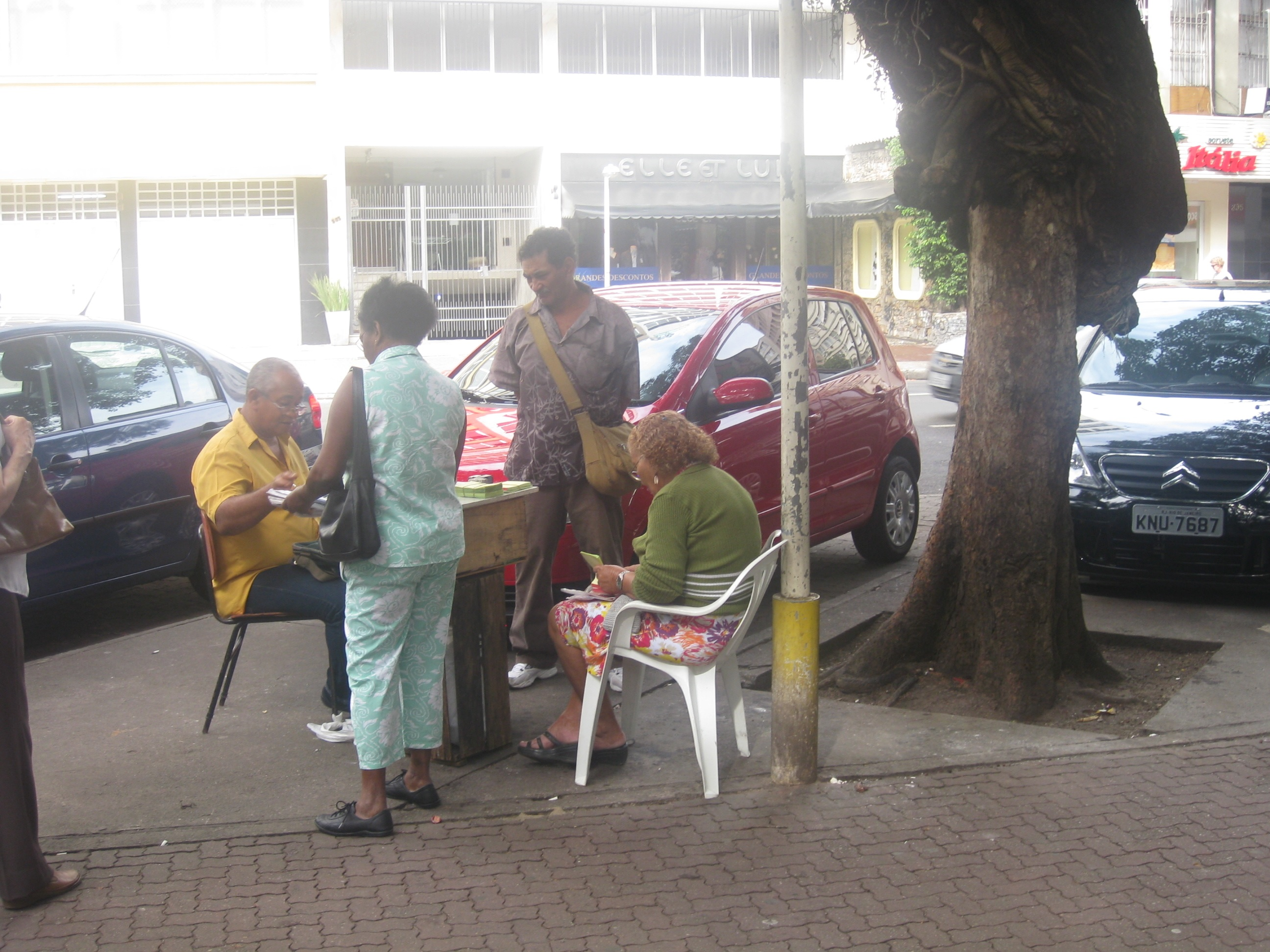
Grupo de moradores do Rio de Janeiro.

Tal fluxo migratório deflagrou-se no século XVI e atingiu seu auge no início do século XX, constituindo uma das maiores massas de imigrantes já recebidas pelo país. Entretanto, foi particularmente em 1808, com o estabelecimento da Família Real Portuguesa no Rio de Janeiro, e a relativa proximidade das jazidas mineiras (descobertas no século XVIII), que a cidade beneficiou-se da onda lusitana. Somente naquele ano, aportaram em território brasileiro 15 mil nobres e pessoas da alta-sociedade portuguesa - a grande maioria, na então capital da Colônia.[carece de fontes?]
Após a Independência, os fluxos migratórios apresentaram uma redução paulatina, em razão da lusofobia inerente à época. Porém, com o passar dos anos a carência de mão-de-obra ocasionada pelo fim do tráfico negreiro e os frequentes revezes sócio-econômicos enfrentados por Portugal fariam a imigração portuguesa tornar a crescer no Rio e no Brasil. A partir de 1850, a imigração portuguesa tomou caráter quase que exclusivamente urbano e, ao contrário de alemães e italianos que vinham para trabalhar na agricultura, os portugueses rumavam a dois destinos preferenciais: as cidades do Rio de Janeiro e de São Paulo.[carece de fontes?]
Entre 1881 e 1991, mais de 1,5 milhão de pessoas migraram de Portugal para o Brasil. Em 1906, 133 393 portugueses viviam no Rio de Janeiro - 16% da população da época. Apesar das taxas migratórias terem-se reduzido drasticamente a partir da década de 1930 (e, com maior ênfase, após 1960), ainda hoje, a cidade é considerada como tendo a  maior população portuguesa do mundo, fora de Portugal.
A presença númerica portuguesa na cidade se fez notar especialmente a partir do final do século XIX. No ano de 1890, imigrantes portugueses compunham 20,36% da população da cidade do Rio de Janeiro (106.461 pessoas). Brasileiros filhos de pai ou mãe portugueses compunham 30,84% da população carioca (161.203 pessoas). Ou seja, portugueses natos ou seus filhos perfaziam, naquele ano, 51,2% dos habitantes do Rio, um total de 267 664 pessoas. Se se incluírem os netos, bisnetos e outros descendentes de portugueses, torna-se mais notória a maciça presença portuguesa no Rio de Janeiro. "Os Portugueses e os seus descendentes representam mais da metade da população carioca, ainda em 1890, sendo um total de 267 664 numa população de 522 651 habitantes. Os emigrantes lusos totalizam 106 461 moradores, 77 954 homens e 28 507 mulheres" ("Açorianos no Brasil", Vera Lúcia Maciel Barroso, p. 89, 1.ª ed. 2002). No século XX, ainda chegaram ao Rio contingentes enormes de portugueses, mas com o passar das décadas, a presença portuguesa na cidade foi sendo diluída, pois a imigração passou a diminuir e a população nascida na cidade crescia rapidamente. Em 1890, de acordo com outra fonte, os portugueses compunham 24% da população carioca e 68% da população estrangeira residente. Em 1920, os portugueses compunham 15% da população da cidade e 71% dos estrangeiros. Em 1950, os lusitanos se reduziram a 10% da população, apesar da presença de 196 mil residentes portugueses, sendo então a terceira cidade do mundo com mais portugueses, atrás somente de Lisboa e do Porto. Mais recentemente, a presença portuguesa na cidade é pouco expressiva, embora ainda seja notável: no censo de 2000, com mais de 5,8 milhões de habitantes, em torno de 1% da população do Rio ainda era nascida em Portugal.

#### Migrantes de outros estados do Brasil
É possível notar um respeitável contingente de pessoas de outros estados, sobretudo nordestinos. Paraibanos e pernambucanos fazem-se bastante presentes. No auge da industrialização, entre as décadas de 1960 e 1980, passaram a migrar para a região Sudeste em busca de melhores condições de vida e trabalho. Com a melhoria estrutural de outras regiões do país, e os problemas resultantes da superpopulação nas grandes cidades, a migração nordestina diminuiu consideravelmente. Embora Rio de Janeiro e São Paulo continuem sendo importantes polos de atração, a migração "polinucleada" ganhou contornos mais acentuados.

#### Afro-brasileiros
Também existem muitos afro-brasileiros desde o período colonial - a maioria descendente de escravos trazidos de Benim, Angola e Moçambique. Com importantes contribuições de seu sincretismo religioso e musical, elementos remanescentes da cultura africana encontram-se hoje emaranhados à cultura brasileira e da cidade.

#### Demais imigrantes
Alemães, italianos, russos, suíços, libaneses, judeus, espanhóis, franceses, argentinos, chineses e seus respectivos descendentes compõem uma parcela considerável dos povos estrangeiros radicados na cidade. Entre 1920 e 1935, aportaram na cidade dezenas de milhares de imigrantes judeus do Leste Europeu, sobretudo da Ucrânia e da Polônia.

### Religião
| Religião no Rio de Janeiro | Religião no Rio de Janeiro | Religião no Rio de Janeiro | Religião no Rio de Janeiro | Religião no Rio de Janeiro |
| -------------------------- | -------------------------- | -------------------------- | -------------------------- | -------------------------- |
| Religião                   |                            |                            | Porcentagem                |                            |
| Catolicismo romano         | Catolicismo romano         |                            | 60,71%                     | 60,71%                     |
| Protestantismo             | Protestantismo             |                            | 17,65%                     | 17,65%                     |
| Sem religião               | Sem religião               |                            | 13,33%                     | 13,33%                     |
| Espiritismo                | Espiritismo                |                            | 3,44%                      | 3,44%                      |
| Umbanda                    | Umbanda                    |                            | 1,25%                      | 1,25%                      |
| Outros                     | Outros                     |                            | 1,83%                      | 1,83%                      |

São diversas as doutrinas religiosas manifestas na cidade. Tendo-se expandido sobre uma matriz social de predominância católica - em virtude do processo colonizador e imigratório e da ausência de um estado laico que, à época, preconizava o catolicismo - a maioria dos cariocas ainda hoje se declara como tal. No entanto, é substancial a presença de dezenas de denominações protestantes (cerca de 18% da população residente), além do Espiritismo, que apresenta uma penetração considerável, com mais de 200 mil adeptos. As religiões afro-brasileiras (Umbanda e Candomblé) encontram respaldo em vários segmentos sociais, embora professadas por menos de 2% da população.
Segundo o último censo do IBGE, o percentual dos que não possuem filiação religiosa alguma é expressivo - superior à média nacional, de 7,3% -, sobrestando, inclusive, ao das comunidades espírita e umbandista. Testemunhas de Jeová, judeus e budistas são grupos minoritários, mas em ascensão.

#### Igreja Católica Romana

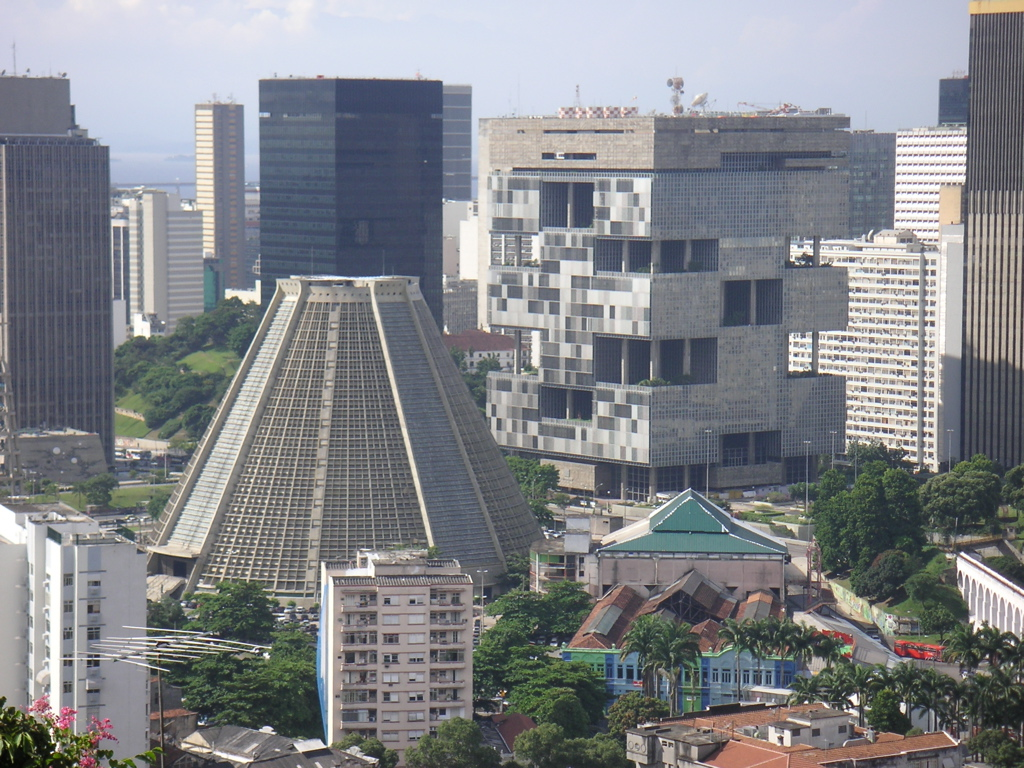
Vista do centro do Rio de Janeiro, com a edificação cônica da Catedral Metropolitana em destaque.

A Arquidiocese de São Sebastião do Rio de Janeiro, Sé Metropolitana da respectiva Província Eclesiástica, pertence ao Conselho Episcopal Regional Leste I da Conferência Nacional dos Bispos do Brasil (CNBB) (instalada no Rio até 1977). Fundada em 1676, abrange um território de 1 721 km², organizado em 252 paróquias.
A Catedral de São Sebastião do Rio de Janeiro, ou Catedral Metropolitana, foi inaugurada em 1979, na região central da cidade. Suas instalações guarnecem um acervo de grande valor histórico e religioso: o Museu Arquidiocesano de Arte Sacra e o Arquivo Arquidiocesano. Lá também estão sediados o Banco da Providência e a Cáritas Arquidiocesana. Em estilo contemporâneo, apresenta formato cônico, com 96 metros de diâmetro interno e capacidade para receber até 20 mil fiéis. O esplendor da edificação, de linhas retas e sóbrias, deve-se aos cambiantes vitrais talhados nas paredes até à cúpula. Seu projeto e execução foram coordenados pelo Monsenhor Ivo Antônio Calliari (1918-2005).
São Sebastião é reconhecido como o padroeiro da cidade, razão pela qual esta recebeu o nome canônico de "São Sebastião do Rio de Janeiro".

#### Igrejas protestantes e evangélicas
Na cidade coexistem vários credos protestantes ou reformados, exemplificados pelas Igrejas Evangélicas Batista, Presbiteriana, Metodista, Congregacional, Adventista do Sétimo Dia e Luterana, e pelas de origem pentecostal: Universal do Reino de Deus, Assembleia de Deus, Congregação Cristã no Brasil, Evangelho Quadrangular, Casa em Bênção, Deus é Amor, Cristã Maranata e Nova Vida. Nas últimas décadas, cominou-se um avanço suplementar dessas igrejas, essencialmente nas regiões periféricas e no centro.

### Criminalidade
Desde meados dos anos 1990, em decorrência da violência urbana, o Rio vem conquistando espaço na imprensa nacional e (nos últimos anos) internacional. A cidade apresenta índices elevados de criminalidade, em especial, o homicídio. Até o ano de 2007, na região metropolitana contabilizavam-se quase 80 mortos por semana - a maioria vítimas de assaltos, balas perdidas e do narcotráfico. Entre 1978 e 2000, 49.900 pessoas foram mortas no Rio, mais do que em toda a Colômbia no mesmo período.

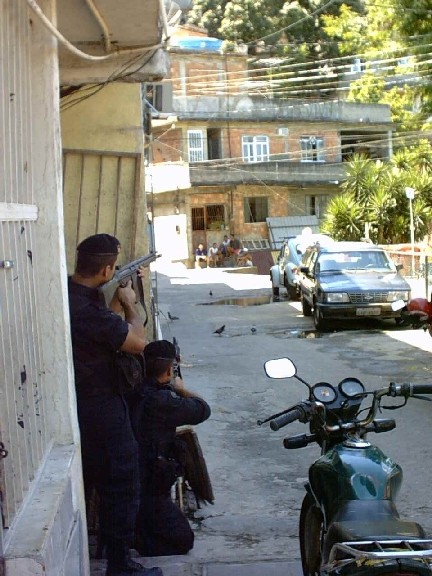
Policiais do BOPE atuando em uma favela carioca.

A polícia do Rio de Janeiro também é demasiadamente violenta; em 2006 executou 1.063 pessoas no estado, sendo 1.195 apenas em 2003. Até abril de 2007, a média era de 3,7 por dia. A título de comparação, a polícia dos Estados Unidos matou apenas 347 pessoas em todo o território estadunidense ao longo de 2006. Os policiais recebem em média R$ 874 por mês, ou o equivalente R$ 10.488 em um ano. Baixos salários e equipamentos insuficientes fazem com que a polícia carioca consiga resolver apenas 3% de todos os assassinatos ocorridos na cidade.
Entretanto, pesquisas recentes demonstram que a violência vem caindo na cidade, sobretudo nos últimos anos. O "Mapa da Violência dos Municípios Brasileiros 2008", estudo realizado conjuntamente pela Rede de Informação Tecnológica Latino Americana (RITLA) e pelo Instituto Sangari, com o aval dos Ministérios da Saúde e da Justiça, divulgado em janeiro deste ano, revela que no Rio de Janeiro a taxa geral de homicídios por 100 mil habitantes retrocedeu 40% entre 2002 e 2006, levando-o da 4.ª para a 14.ª posição no ranking das capitais mais violentas do país. Em 2002, a capital fluminense registrava 62,8 casos de homicídio para cada 100 mil pessoas. Em 2006, após quedas anuais sucessivas, esta taxa chegou a 37,7 - abaixo da aferida para cidades menores como Recife (90,9), Vitória (88,6), Curitiba (49,3), Belo Horizonte (49,2), Salvador (41,8) e Florianópolis (40,7). No entanto, apesar da salutar redução dos índices de criminalidade, o Rio ainda ocupa o segundo lugar com relação ao total de homicídios ocorridos em 2006, atrás apenas de São Paulo. Um relatório anterior, divulgado em outubro de 2007, também com a chancela dos Ministérios da Saúde e da Justiça, apontava uma redução inferior (17,5%) nos índices de homicídio entre 2003 e 2006, período no qual a capital respectivamente teria oscilado da 3.ª a 5.ª colocação entre as mais violentas do Brasil.
Segundo o Mapa da Violência de 2008, a taxa de óbitos por armas de fogo também apresentou retração considerável (da ordem de 30%) no período analisado. Em 2002, foram computadas 52,7 mortes para cada grupo de 100 mil, ao passo que, em 2006, o número caiu para 37,1. Em decorrência, o Rio deixou de ostentar a terceira colocação na lista das capitais com maior número de mortes desta categoria, caindo para o 8.º lugar.
Taxas de homicídios e de mortes por armas de fogo por 100 mil habitantes na cidade do Rio de Janeiro
Levando-se em consideração, para as todas as capitais, somente a média das taxas entre 2002 e 2006, a cidade fica na 9.ª posição (44,8) quanto aos homicídios da população em geral, e na 7.ª (42) com relação aos óbitos por armas de fogo. Dentro do universo dos 5.564 municípios pesquisados, operou-se uma queda do 124.º (2002) para o 445.º lugar (2006) quanto à taxa de homicídios, e do 105.º (2002) para o 243.º (2006) no índice de mortes por armas de fogo.
Porém, em um relatório recente sobre o Índice de Homicídios na Adolescência (IHA), divulgado em 2009, o Rio de Janeiro ocupou a 21.ª posição entre 267 municípios com mais de cem mil habitantes, registrando um índice duas vezes superior à média dos municípios pesquisados. O tráfico de drogas e a violência policial estão entre os fatores preponderantes à concentração dos homicídios nessa faixa etária.

### Contrastes socioeconômicos
O Rio de Janeiro é uma cidade de fortes contrastes econômicos e sociais, apresentando grandes disparidades entre ricos e pobres. Enquanto muitos bairros ostentam um Índice de Desenvolvimento Humano correspondente ao de países nórdicos (Gávea: 0,970; Leblon: 0,967; Jardim Guanabara: 0,963; Ipanema: 0,962; Barra da Tijuca: 0,959), em outros, observam-se níveis bem inferiores à média municipal, como é o caso do Complexo do Alemão (0,711) ou da Rocinha (0,732).
Embora classificada como uma das principais metrópoles do mundo, uma porção significativa dos 6,1 milhões de habitantes da cidade vive em condições de pobreza. A maioria de seus numerosos subúrbios é composta por favelas, aglomerados urbanos normalmente construídos sobre morros, onde as condições de moradia, saúde, educação e segurança são extremamente precárias.
Um aspecto original das favelas do Rio é a proximidade aos distritos mais valorizados da cidade, simbolizando a forte desigualdade social, característica do Brasil. Alguns bairros de luxo, como São Conrado, onde se localiza a favela da Rocinha, encontram-se "espremidos" entre a praia e os morros. Nas favelas, ensino público e sistema de saúde deficitários ou inexistentes, aliados à saturação do sistema prisional, contribuem com a intensificação da injustiça social e da pobreza.

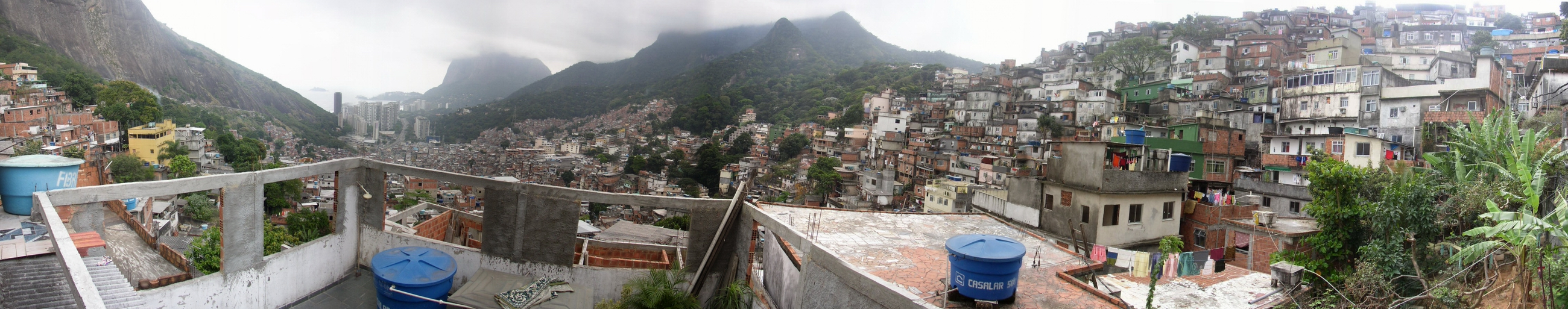
Panorama da favela da Rocinha.